# Panzer V (Panther)
Panzerkampfwagen V Panther bio je njemački tenk koji se koristio u posljednja 24 mjeseca drugog svjetskog rata.
Obzirom na vatrenu moć kao i oklop smatra se jednim od najboljih tenkova u Drugom svjetskom ratu.

## Nastanak
Kako se kombinacija tenkova Panzer III i Panzer IV pokazala dostatnom na bojištima u zapadnoj Europi i sjevernoj Africi Njemačka je još 1940. godine obustavila sav razvoj potencijalnih novih modela smatrajući da će dobiti rat prije nego što oni postanu zastarjeli. Neugodno iznenađenje borbenih susreta tih modela s T-34 i KV-1 u Sovjetskom Savezu je razbilo to uvjerenje i dovelo do toga da je u studenom 1941. Hitler izdao zapovijed o proizvodnji novog tenka koji će prvotno imati ime Panzer V. Natjecanje za izgradnju novog tenka između Škode, Daimler-Benza i MAN-a je dobio ovaj potonji u ljeto 1942. sa svojom unaprijeđenom kopijom sovjetskog T-34. Početak proizvodnje novoga tenka dogodio se tek u prosincu 1942. godine. Po zapovijedi Hitlera ovaj tenk dobiva 1944. godine ime Pantera (Panther).

## Ratno djelovanje
Vatreno krštenje ovaj tenk doživljava u srpnju 1943. godine u Kurskoj bitci gdje je poslan bez testiranja po zapovijedi Hitlera. Taj pokus na bojnom polju bio je tek donekle uspješan jer se većina poslanih tenkova pokvarila prije dolaska do borbene crte. Oni koji se nisu pokvarili uništili su velik broj protivničkih tenkova dokazujući uspjeh njegovog vojnog dizajna. Kada su početne mehaničke boljke ovog tenka bile djelomično ispravljene on je postao strah i trepet protivnika.
Crvena armija ga je poštovala kao protivnika na bojnom polju, ali i smatrala preskupim tenkom koji se lako kvari, tako da je naredila uništenje svih zarobljenih modela kada se prvi put pokvare za razliku od Panzera IV koji je ostajao u uporabi. S druge strane, kada bi američke ili britanske vojne (oklopne ili pješačke) postrojbe imale susret s Panzerom V nastupala bi opća panika s pozivom zrakoplovstvu za hitno bombardiranje. Zapadni saveznici su redovito koristili sve zarobljene tenkove Panzer V smatrajući ih daleko boljim od bilo kojeg svog tenka.
Po američkoj statistici za uništenje jednog Panzera V bilo je potrebno izgubiti 5 Shermana ili 9 sovjetskih T-34, a stvarni je omjer možda bio i veći s obzirom na to da se u rujnu 1943. sedam Pantera sukobilo sa 70 tenkova T-34 i uništilo više od 25 protivnika bez gubitaka.
Iako je prvotno zamišljeno da ovaj tenk ulazi u borbu sa svojim starijim i jačim bratom imena Panzer VI Tigar, to se veoma rijetko ispunjavalo zbog stalnih nedostataka ovog drugog legendarnog tenka što je na kraju bio nedostatak koji se rijetko primjećivao zbog njegove vlastite kvalitete.

## Oprema
Za razliku od svojih prethodnika ovaj tenk nije tijekom svog životnog vijeka imao značajnije preinake u cilju povećanja oklopa, topa i druge opreme. Tenk proizveden 1943. bio je identičan onome iz 1945. Prednji oklop iznosio je 100 mm, a osnovno naoružanje činio je top od 75 mm. Težina tenka bila je 45 tona što je dvostruko više od Panzera IV, a najveća brzina iznosila je 46 km/h. Ukupno je bilo proizvedeno manje od 6000 primjeraka ovog tenka.

## Prenamjene
Jedina praktična prenamjena ovog tenka bila je u protutenkovski Jagdpanther (Lovačka pantera) koja se proizvodila 1944. i 1945. godine. To je bio Panzer V bez kupole, ali s topom od 88 mm i jačim oklopom što ga je učinilo neuništivim u borbama sa savezničkim tenkovima. Proizvedeno ih je nešto manje od 400 komada.

## Kasnija upotreba
Najmasovnije je Panzer V poslije rata rabila Francuska koja ih je imala u sastavu svoje vojske do početka pedesetih godina. U manjem broju korišten je i u Bugarskoj, Čehoslovačkoj, Mađarskoj, Rumunjskoj i Jugoslaviji.